# Застава Португалије
Застава Португалије састоји се из два вертикална поља зелене (2/5 дужине, ка јарболу) и црвене (3/5) боје. На граници боја налази се армиљарна сфера у којој се налази традиционални португалски штит. Званично је усвојена 30. јуна 1911. године али је фактички коришћена од републиканске револуције 5. октобра 1910. године.

## Значење заставе

### Боје
Званично тумачење током периода власти националистичког режима од 1933. до 1974. године било је да зелена боја представља наду а црвена крв оних који су погинули служећи нацији. Ово је и најчешће усвојено тумачење, али постоје и друге теорије о пореклу боја.
Међу вексилолозима је распрострањено уверење да боје потичу од традиционалних боја Иберијског федерализма, републиканско-социјалистичке идеологије која је заговарала уједињење иберијског полуострва а била је популарна почетком 20. века, тј. у време револуције у Португалији. 

### Штит и армиљарна сфера
Видети грб Португалије.

## Еволуција португалске заставе

### 1139/1143-1185
Прву португалијску заставу користио је на свом штиту први краљ Португалије. Био је то плави крст на белој подлози, а то су били и симболи његовог оца, грофа Анрија од Португалије. 1093-1112). 

### 1185-1245/1248
Краљевски грб чинило је пет малих штитова на сребрном пољу, распоређених у облику крста, који су показивали на центар. Интерпретација пет штитова је да је то пет рана краља Алфонса I из битке код Урике или чак пет рана Христа.

### Касније заставе
- 1245/1248 - 1385   (1:1)
- 1385 - 1485   (1:1)
- 1485 - 1495   (1:1)
- 1495 - 1521   (1:1 или 2:3)
- 1521 - 1578   (1:1 или 2:3)
- 1578 - 1640   (2:3)
- 1580 - 1640 (једна варијанта)   (2:3)
- 1640 - 1667   (2:3)
- 1667 - 1707   (2:3)
- 1707 - 1816   (2:3)
- 1816 - 1826   (2:3)
- 1826 - 1830/1834   (2:3)
- 1830 - 1910   (2:3)
- 1910